# جيولا بال
جيولا بال (بالمجرية: Pál Gyula)‏ هو رياضياتي دنماركي ومجري، ولد في 27 يونيو 1881 في جيور في المجر، وتوفي في 6 سبتمبر 1946 في كوبنهاغن في الدنمارك.